# Jezerka (České středohoří)
Jezerka (487 m) je vrch v Českém středohoří. Jedná se o rozměrnou bazanitovou kupu nacházející se severně od zříceniny hradu Košťálova. Na příkřejších jižních a jihozápadních svazích se vyskytují drobné skalky, balvanové sutě a sesuvy, které narušují úpatní soliflukční plášť. Spolu se sousedními Sutomským vrchem, vrchem Ovčín a Borečským vrchem (Národní přírodní památka Boreč) obklopuje Borečskou kotlinu v centrální části Českého středohoří.
Na vrchol Jezerky nevede žádná turisticky značená trasa. Po západním úbočí a přes sedlo mezi Jezerkou a Holým vrchem vede žlutě značená trasa z Košťálova do Borče, po úbočí jihovýchodním pak prochází zelená trasa od Košťálova do Vchynic.